# 里奇菲爾德 (新澤西州)
里奇菲爾德（英語：Ridgefield）是位於美國新澤西州伯根縣的自治市鎮。

## 人口
根據2020年美國人口普查的數據，里奇菲爾德的面積為7.43平方千米，當中陸地面積為6.59平方千米，而水域面積為0.84平方千米。當地共有人口11501人，而人口密度為每平方千米1,548人。